# Shane Conlan
Shane Patrick Conlan (Frewsburg, 4 marzo 1964) è un ex giocatore di football americano statunitense che ha giocato nel ruolo di linebacker nella National Football League. Fu scelto come ottavo assoluto nel Draft NFL 1987 dai Buffalo Bills. Al college ha giocato a football alla Pennsylvania State University vincendo due campionati NCAA.

## Carriera professionistica
Conlan fu scelto come ottavo assoluto nel Draft 1987 dai Buffalo Bills. Dopo la sua stagione di debutto fu premiato come rookie difensivo dell'anno e dall'anno successivo fino al 1990 fu sempre convocato per il Pro Bowl e inserito nella formazione ideale della stagione All-Pro. Coi Bills, Conlan raggiunse tre Super Bowl consecutivi all'inizio degli anni novanta, perdendoli tutti. Nel 1993 passò ai Los Angeles Rams, con cui rimase fino al termine della carriera nel 1995. Dal 2013 è un dirigente dei Pittsburgh Power della Arena Football League.

## Palmarès

### Franchigia
- AFC Championship: 3

Buffalo Bills: 1990, 1991, 1992

### Individuale
- Convocazioni al Pro Bowl: 3

1988, 1989, 1990
- All-Pro: 3

1988, 1989, 1990
- Rookie difensivo dell'anno - 1987
- PFWA All-Rookie Team - 1987
- Formazione ideale del 50º anniversario dei Buffalo Bills
- College Football Hall of Fame

## Statistiche
| Partite totali      | 120 |
| Partite da titolare | 114 |
| Tackle              | 751 |
| Sack                | 7,0 |
| Intercetti          | 5   |